# شوگن (دوره)
شوگِن (به ژاپنی: 承元 Shōgen)؛ نام یک عصر تاریخی ژاپنی (نِنگُو) بود. این عصر بعد از شوکا (دوره) و قبل از بونئو قرار داشت و از مارس ۱۲۵۹ تا آوریل ۱۲۶۰ میلادی به طول انجامید. در طی این عصر امپراتور گو-فوکاکوسا و سپس امپراتور کامه‌یاما، امپراتور ژاپن بود.